# Temporada da NHL de 1918–19
A Temporada da NHL de 1918–19 foi a segunda temporada da National Hockey League (NHL). Enquanto inicialmente ainda era incerta a operação da NHL, com a possibilidade de que a National Hockey Association (NHA) voltasse a existir, os negócios não terminados do Toronto de Eddie Livingstone e a franquia de Ontário da NHA levaram os donos da NHL a suspender a NHA novamente. Livingstone tentaria superar a administração da NHA, e, falhando naquilo, tantaria operar uma liga rival. A pré-temporada foi recheada de ações legais, decepções e diminuição do público. No fim das contas, a NHL operou com três times, em Montreal, Ottawa e Toronto. Todavia, a temporada terminou cedo, com o Toronto suspendendo suas operações, deixando Montreal e Ottawa lutando pelo campeonato. O Montreal venceria os playoffs e viajaria para Seattle, para a final da Copa Stanley. Mas a série da Copa não seria terminada devido à Gripe Espanhola, infectando totalmente a equipe do Montreal e causando a morte do jogador do time Joe Hall.

## Negócios da liga
A pré-temporada viu muitas ações fora do gelo. O dono do Toronto na NHA, Eddie Livingstone, descobriu um parceiro em Percy Quinn, administrador do Toronto Arena Gardens, para competir com os donos da NHA/NHL. Os dois juntos tentaram alugar os cronômetros de tempo na Toronto Arena Gardens, Ottawa Arena e Montreal Jubilee Rink debaixo dos narizes dos donos da NHL, abriram vários processos, tentaram lançar uma liga concorrente e tentaram relançar a NHA, mas no fim foram mal-sucedidos. A NHA, enquanto não operava, encontrou-se três vezes.

### Aquisição do Quebec Bulldogs
A primeira ação de Livingstone e Quinn foi a tentativa de Quinn de comprar o Quebec Bulldogs, colocando um pagamento de 600 dólares. À época, a compra de Quinn foi bem-vinda pelos outros donos da NHA, que pensaram que eles ganhariam uma franquia operante. A ação de Quinn deu a ele e a Livingstone três votos nos encontros da NHA. Livingstone ainda tinha os votos das franquias da NHA "Ontarios" e "Torontos".

### Segunda suspensão da NHA
Em 27 de setembro de 1918, em Montreal, os diretores da NHA se encontraram de novo. Ottawa, Montreal Wanderers e Canadiens votaram por manter a suspensão das operações da liga. Isso significou que a NHL existiria por uma segunda temporada. A compra por Percy Quinn do Quebec Bulldogs foi aprovada, mas sua franquia não poderia jogar. A ação dos diretores da NHA levou Livingstone a abrir um processo em 1 de outubro, afirmando que havia uma conspiração entre os donos da NHA, pagos pela Arena Company para suspender as operações da NHA, e pedindo à corte para anular a suspensão.
Em 2 de outubro, Quinn se encontrou com Ted Dey, dono da Ottawa Arena, e entrou em um acordo para alugar a Ottawa Arena. Dey aceitou um cheque de Quinn, mas não o compensou. Ele tinha planos, que envolviam a aquisição do Ottawa Senators, fazendo com que parecesse aos administradores dos Senators que eles não tinham estádio para jogar. Antes de deixar o time encerrar, Martin Rosenthal entrou em um acordo para vender os Senators a Dey.

### Processo contra a Arena Company
Desde que o Toronto venceu a Copa em 1917–18, os planos dos outros donos de se verem livres de Livingstone foram atrapalhados. Seu time tinha uma estimativa de valer vinte mil dólares, e Livingstone queria esse valor. A Arena Company ofereceu sete mil dólares, mas Livingstone, em vez disso, cobrou à Arena e a Charlie Querrie os vinte mil. Nos dias seguintes ao processo contra a Arena, Hubert Vearncombe, tesoureiro da Toronto Arena Company, formou a separada Toronto Arena HC. Isso separou o clube de hóquei dos processos de Livingstone, embora a franquia ainda usasse os jogadores de Livingstone sem permissão.

### Tentativa de lançar a CHA
Uma nova ameaça à NHL apareceu. Livingstone, junto com Quinn, tentou lançar a opositora Canadian Hockey Association (CHA). Quinn agora planejava realocar o time de Quebec para Toronto com o nome de Shamrocks. Quando as notícias da aquisição chegaram ao conhecimento de Frank Calder, presidente tanto da NHA quanto da NHL, ele exigiu que Quinn declarasse suas intenções em ser membro da NHL ou CHA. Calder publicamente marcou a data-limite de 11 de novembro para que Quinn declarasse suas intenções. Quinn não foi ao encontro, e Calder declarou a suspensão da franquia de Quebec para a temporada. Em 2 de outubro, Quinn assinou um acordo de aluguel com Ted Dey, da Ottawa Arena, para ter direitos exclusivos de hóquei profissional ali. Entretanto, Dey enganou Quinn, não compensando seu cheque, e assinando um acordo de cinco anos com a NHL para uso da instalação. Os três times da NHL assinarariam um acordo para se manter na NHL pelos cinco anos seguintes.
Os diretores da Arena Company of Montreal, donos das arenas de Montreal e Toronto, encontraram-se e decidiram desativar a CHA, contra os desejos de Quinn, efetivamente finalizando a tentativa de começar a CHA para a temporada de 1918-19. Apesar da suspensão e da ameaça pública, Quinn concordou em se encontrar com Calder, mas não chegou a um acordo. Calder publicamente ofereceu uma proposta de paz para  Quinn se juntar à NHL.

### Dispensa do processo contra o 228.º
Enquanto isso estava acontecendo, o processo da NHA para recuperarr 3 500 dólares da seguradora do time de hóquei 228.º Batalhão de Toronto foi executado e dispensado. A NHA processou o 228.º Batalhão por sair da NHA em 1917. Eu sem julgamento, o juiz Falconbridge alegou que uma obrigação de seguro posta pelo 228.º nunca poderia ter sido executada, e que eles recebiam ordens de além-mar sem nenhuma responsabilidade por seus erros, além de não haver status legal do time, que havia jogado sob a franquia do não-operante Ontario Hockey Club.

### Perda do processo contra o Ottawa
Um julgamento ocorreu contra Livingstone em 20 de novembro de 1918. Livingstone reivindicava que o Ottawa havia interferido no bom andamento da NHA quando a liga suspendeu o clube de Toronto em fevereiro de 1917. Os juiz julgou que a NHA operou conforme sua constituição, já que nenhuma regra sobre como operar com menos de seis times foi escrita.

### Tentiva de arrendar o Montreal Jubilee Rink
Com planos de desenvolvimento conjunto, Livingstone entrou em um acordo com os donos do Jubilee Rink para alugá-lo para hóquei. O administrador e arrendatário do Jubilee Rink, Albert Allard, assinou o contrato contra os desejos do dono do Jubilee Rink, a Jubilee Rink Company. Quando a Rink Company demitiu Allard e terminou seus planos, o Rink foi fechado por segurança, deixando os donos sem permissão para entrar. Uma ação legal foi julgada em 16 de dezembro, quando Lucien Riopel ganhou um julgamento na corte expulsando Allard.

### Tentativa de relançar a NHA
Em dezembro de 1918, Livingstone e Quinn organizaram um encontro da antiga NHA, tentando forçar a NHA a recomeçar, baseados nos três votos de Quinn e Livingstone e em uma tentativa de desautorizar o voto dos Canadiens. Apesar de Calder chamar o encontro de "ilegal", Ottawa, Canadiens e Wanderers participaram. Todavia, a tentativa se provou fútil já que discussões acaloradas emergiram entre o lado de Livingstone e os outros donos. Após o encontro, Livingstone e Quinn afirmaram que controlavam a NHA. Eles afirmaram que os jogadores seriam propriedade da NHA e disseram que todos os jogadores que disputaram a temporada anterior "a leste de Port Arthur" tinham de se dirigir à NHA. Calder agora ordenou todos os times a pagarem duzentos dólares em dívidas legais. Separadamente, os donos de Montreal e Ottawa na NHA se encontraram e pagaram as taxas devidas à NHA e Calder multou "Torontos", "Ontarios" e Quebec em mais duzentos dólares. Calder agora publicamente prometeu registrar uma queixa na corte para "varrer" a organização da NHA. Quando a NHL decidiu continuar os campeonatos, Livingstone e Quinn ameaçaram medidas para parar a NHL de operar. Todavia, as ameaças não tiveram seguimento, e a temporada da NHL começou conforme o calendário.

### Principais mudanças de regra
- Para faltas  menores (penalidades), substituições não eram permitidas até que o jogador tivesse cumprido três minutos. Para faltas  maiores, nenhum substituto era permitido por cinco minutos. Para faltas na partida, nenhuma substituição era permitida para quem ficasse no jogo.
- Duas linhas foram adicionadas ao gelo, pintadas a vinte pés do centro, criando três zonas de jogo. Passe ofensivo e chutes do disco eram permitidos na zona neutra média.
- A NHL adotou o disco "Art Ross" em vez do "Spalding".[11]

### Pandemia da Gripe Espanhola
A primeira morte no hóquei causada pela Gripe Espanhola foi do jogador do Ottawa Hamby Shore, em outubro de 1918.

## Temporada regular
Era previsto que o fim da Primeira Guerra Mundial liberaria muitos veteranos para seus antigos clube, mas muito poucos foram desmobilizados em tempo para fazê-lo. A temporada regular procedeu com três times e um calendário de vinte jogos. Todavia, a segunda metade da temporada foi reduzida para oito jogos quando os Arenas, jogando muito mal e com receitas muito baixas, anunciaram após sete jogos que não poderiam continuar. Calder persuadiu Vearncombe a jogar o 18.º jogo, e a temporada da NHL terminou com dezoito jogos. O Arena HC desistiu da liga em 20 de fevereiro de 1919 por conta de dificuldades financeiras.
Deixada com apenas dois times, a liga teve sua primeira série melhor-de-sete para determinar quem enfrentaria o campeão da Pacific Coast Hockey Association pela Copa Stanley.

### Classificação final
|                    | PJ | V | D | E | Pts | GP | GC |
| ------------------ | -- | - | - | - | --- | -- | -- |
| Montreal Canadiens | 10 | 7 | 3 | 0 | 14  | 57 | 50 |
| Ottawa Senators    | 10 | 5 | 5 | 0 | 10  | 39 | 39 |
| Toronto Arenas     | 10 | 3 | 7 | 0 | 6   | 42 | 49 |

|                    | PJ | V | D | E | Pts | GP | GC |
| ------------------ | -- | - | - | - | --- | -- | -- |
| Ottawa Senators    | 8  | 7 | 1 | 0 | 14  | 32 | 14 |
| Montreal Canadiens | 8  | 3 | 5 | 0 | 6   | 31 | 28 |
| Toronto Arenas     | 8  | 2 | 6 | 0 | 4   | 22 | 43 |

Nota: PJ = Partidas Jogadas, V = Vitórias, D = Derrotas, E = Empates, Pts = Pontos, GP = Gols Pró, GC = Gols Contra

Times que se classificaram aos play-offs estão destacados em negrito.

### Artilheiros
PJ = Partidas Jogadas, G = Gols, A = Assistências, Pts = Pontos, PEM = Penalidades em Minutos
| Jogador          | Time                             | PJ | G  | A  | Pts | PEM |
| ---------------- | -------------------------------- | -- | -- | -- | --- | --- |
| Newsy Lalonde    | Montreal Canadiens               | 17 | 22 | 10 | 32  | 40  |
| Odie Cleghorn    | Montreal Canadiens               | 17 | 22 | 6  | 28  | 22  |
| Frank Nighbor    | Ottawa Senators                  | 18 | 19 | 9  | 28  | 27  |
| Cy Denneny       | Ottawa Senators                  | 18 | 18 | 4  | 22  | 58  |
| Didier Pitre     | Montreal Canadiens               | 17 | 14 | 5  | 19  | 12  |
| Alf Skinner      | Toronto Arenas                   | 17 | 12 | 4  | 16  | 26  |
| Harry Cameron    | Toronto Arenas / Ottawa Senators | 14 | 11 | 3  | 14  | 35  |
| Jack Darragh     | Ottawa Senators                  | 14 | 11 | 3  | 14  | 33  |
| Ken Randall      | Toronto Arenas                   | 15 | 8  | 6  | 14  | 27  |
| Sprague Cleghorn | Ottawa Senators                  | 18 | 7  | 6  | 13  | 27  |

### Goleiros líderes
PJ = Partidas Jogadas, V = Vitórias, D = Derrotas, E = Empates, TNG = Tempo no Gelo (minutos), GC = Gols Contra, P = Penalidades, MGC = Média de gols contra
| Jogador        | Time               | PJ | V  | D  | E | TNG  | GC | P | MGC  |
| -------------- | ------------------ | -- | -- | -- | - | ---- | -- | - | ---- |
| Clint Benedict | Ottawa Senators    | 18 | 12 | 6  | 0 | 1152 | 53 | 2 | 2.76 |
| Georges Vézina | Montreal Canadiens | 18 | 10 | 8  | 0 | 1117 | 78 | 1 | 4.19 |
| Bert Lindsay   | Toronto Arenas     | 16 | 5  | 11 | 0 | 998  | 83 | 0 | 4.99 |

## Playoffs
Todas as datas em 1919
Com a NHL reduzida a dois times e com dezoito jogos em vez dos vinte previstos, uma decisão foi feita de ter os dois times — coincidentemente os dois times liderando cada metade da temporada — competindo em uma série melhor-de-sete para ver que time iria para o Oeste para batalhar contra o campeão da Pacific Coast Hockey Association. Com a estrela do Ottawa Frank Nighbor perdendo a maioria da série devido a problemas familiares, o Montreal venceu a série por quatro jogos a um e enfrentou o Seattle Metropolitans pela Copa.
Com a série empatada após cinco jogos (com um empate), o sexto foi marcado para 1 de abril de 1919, quando a epidemia da Gripe Espanhola forçou o cancelamento da série. Vários jogadores de ambos os times ficaram doentes, e esta doença iria eventualmente tirar a vida do atacante dos Canadiens Joe Hall cinco dias depois. O administrador dos Canadiens, George Kennedy, nunca se recuperaria completamente. Essa foi a única vez na história em que a Copa Stanley não foi entregue após o início dos playoffs.

### Campeonato da NHL
Montreal Canadiens vs. Ottawa Senators
| Data            | Visitante          | Placar | Mandante           | Placar | Notas |
| --------------- | ------------------ | ------ | ------------------ | ------ | ----- |
| 22 de fevereiro | Ottawa Senators    | 4      | Montreal Canadiens | 8      |       |
| 27 de fevereiro | Ottawa Senators    | 3      | Montreal Canadiens | 5      |       |
| 1 de março      | Montreal Canadiens | 5      | Ottawa Senators    | 3      |       |
| 3 de março      | Montreal Canadiens | 3      | Ottawa Senators    | 6      |       |
| 6 de março      | Ottawa Senators    | 2      | Montreal Canadiens | 4      |       |

Montreal venceu a série melhor de sete por quatro jogos a um para ganhar a Copa O'Brien

### Final da Copa Stanley
Montreal Canadiens vs. Seattle Metropolitans
| Data        | Visitante             | Placar | Mandante              | Placar | Notas    |
| ----------- | --------------------- | ------ | --------------------- | ------ | -------- |
| 19 de março | Montreal Canadiens    | 0      | Seattle Metropolitans | 7      |          |
| 22 de março | Seattle Metropolitans | 2      | Montreal Canadiens    | 4      |          |
| 24 de março | Montreal Canadiens    | 2      | Seattle Metropolitans | 7      |          |
| 26 de março | Seattle Metropolitans | 0      | Montreal Canadiens    | 0      | 20:00 OT |
| 30 de março | Montreal Canadiens    | 4      | Seattle Metropolitans | 3      | 15:57 OT |

A série terminou com 2-2-1 e nenhum campeão foi premiado – os playoffs foram encurtados devido à Gripe Espanhola.

### Artilheiros dos playoffs da NHL
PJ = Partidas Jogadas, G = Gols, A = Assistências, Pts = Pontos, 
| Jogador       | Time               | PJ | G  | A | Pts |
| ------------- | ------------------ | -- | -- | - | --- |
| Newsy Lalonde | Montreal Canadiens | 10 | 17 | 1 | 18  |

## Estreias
Esta é uma lista de jogadores importantes que jogaram seu primeiro jogo na NHL em 1918–19 (listados com seu primeiro time, asterisco(*) marca estreia nos playoffs):
- Amos Arbour, Montreal Canadiens

## Últimos jogos
Esta é uma lista de jogadores importantes que jogaram seu último jogo na NHL em 1918-19  (listados com seu último time):
- Joe Hall, Montreal Canadiens